# Гранд Шартрьоз
Гранд Шартрьоз (на френски: La Grande Chartreuse) е католически манастир във Франция, главна обител на ордена на картузианците. Разположен е в югоизточна Франция, на 3 километра от Сен Пиер дьо Шартрьоз в планината Шартрьоз и в департамента Изер.

Манастирът е основан в 1084 г. През 1132 година е разрушен от лавина и след това построен отново на 2 километра от старото място. Осем пъти в него избухват пожари, но е възстановяван след всеки от тях. Френските власти няколко пъти го закриват, докато е окончателно отворен през 1940 година. Днес е действащ манастир. Неговото име носят породата котки шартрьо и ликьора шартрьоз.